# Déšť (seriál)
Déšť (v dánském originále The Rain) je dánský postapokalyptický seriál webové televize Netflix, vytvořený Jannikem Tai Mosholtem, Esbenem Toftem Jacobsenem a Christianem Potalivem. Seriál byl premiérově uveden dne 4. května 2018. V hlavních rolích se objevili Alba August, Lucas Lynggaard Tønnesen, Mikkel Følsgaard, Lukas Løkken, Jessica Dinnage, Sonny Lindberg a Angela Bundalovic. Vedlejší role ztvárnili Lars Simonsen, Bertil De Lorenhmad, Evin Ahmad a Johannes Bah Kuhnke.
Dne 30. května 2018 Netflix prodloužil seriál o druhou řadu, která byla vydána 17. května 2019 v 6 dílech. V červnu 2019 bylo oznámeno, že seriál dostane třetí a finální řadu, která byla zveřejněna dne 6. srpna 2020.

## Synopse
Idylický život mladé studentky Simone se promění v noční můru během jednoho jediného deště. Deště, který s sebou nese smrtelný virus. Jediný způsob, jak se před smrtí ochránit, je zůstat v suchu. Simonin otec zavře ji a jejího bratra Rasmuse bez dalšího vysvětlení do bunkru na šest dlouhých let. Simon a Rasmus musí bunkr po vyčerpání zásob opustit a smířit se s krutou realitou. Dánsko už není idylickou zemí nejspokojenějšího obyvatelstva na světě, není zde ani vláda, která se o své občany tak hrdě stará. Je zde pouze pustina a krutá realita, na kterou je nikdo nepřipravil.

### 2. řada
Virus je teď ještě nebezpečnější a parta se rychle snaží najít lék. Apollon je ale stále blíž a jejich vztahy prochází zkouškou.

### 3. řada
Několik let potom, co obyvatelstvo Skandinávie zdecimoval smrtící déšť, se sourozenci Rasmus a Simone zoufale snaží zachránit lidstvo.

## Obsazení

### Hlavní
| Alba August              | Simone Andersen                              |
| Lucas Lynggaard Tønnesen | Rasmus Andersen                              |
| Mikkel Følsgaard         | Martin                                       |
| Lukas Løkken             | Patrick                                      |
| Jessica Dinnage          | Lea (1.–2. řada)                             |
| Sonny Lindberg           | Jean                                         |
| Angela Bundalovic        | Beatrice (1. řada)                           |
| Natalie Madueño          | Fie (1. řada)                                |
| Clara Rosager            | Sarah (2.-3. řada)                           |
| Evin Ahmad               | Kira (2.-3. řada)                            |
| Johannes Bah Kuhnke      | Sten (vedlejší: 1. řada; hlavní: 2.–3. řada) |
| Rex Leonard              | Daniel (3. řada)                             |

### Vedlejší
| Lars Simonsen     | Dr. Frederik Andersen, otec Simone a Rasmuse (1.-2. řada) |
| Jacob Luhmann     | Thomas, Apollon „stranger“ (1.-2. řada)                   |
| Iben Hjejle       | Ellen Andersen, matka Simone a Rasmuse (1. řada)          |
| Bertil De Lorenzi | malý Rasmus (1.-2. řada)                                  |
| Anders Juul       | Jakob, starší bratr Sarah (2. řada)                       |

## Seznam dílů

### Přehled řad
| Řada | Díly | Premiéra na Netflixu |
| ---- | ---- | -------------------- |
| 1    | 8    | 4. května 2018       |
| 2    | 6    | 17. května 2019      |
| 3    | 6    | 6. srpna 2020        |

### První řada (2018)
| Č. v seriálu | Č. v řadě | Původní název            | Český název          | Režie                        | Scénář             | Premiéra na Netflixu |
| ------------ | --------- | ------------------------ | -------------------- | ---------------------------- | ------------------ | -------------------- |
| 1            | 1         | Bliv indendørs           | Zůstat uvnitř        | Kenneth Kainz                | Jannik Tai Mosholt | 4. května 2018       |
| 2            | 2         | Bliv sammen              | Zůstat pohromadě     | Kenneth Kainz                | Jannik Tai Mosholt | 4. května 2018       |
| 3            | 3         | Undgå byen               | Vyhnout se městu     | Kenneth Kainz                | Jannik Tai Mosholt | 4. května 2018       |
| 4            | 4         | Stol ikke på nogen       | Nikomu nevěřit       | Kenneth Kainz                | Jannik Tai Mosholt | 4. května 2018       |
| 5            | 5         | Bevar troen              | Nepřestávat doufat   | Natasha Arthy, Kenneth Kainz | Mette Heeno        | 4. května 2018       |
| 6            | 6         | Hold fast på dine venner | Mít přátele nablízku | Natasha Arthy, Kenneth Kainz | Jannik Tai Mosholt | 4. května 2018       |
| 7            | 7         | Tal ikke med fremmede    | Nemluvit s cizími    | Natasha Arthy, Kenneth Kainz | Poul Berg          | 4. května 2018       |
| 8            | 8         | Stol på dine instinkter  | Věřit instinktům     | Natasha Arthy, Kenneth Kainz | Jannik Tai Mosholt | 4. května 2018       |

### Druhá řada (2019)
| Č. v seriálu | Č. v řadě | Původní název           | Český název          | Režie              | Scénář                        | Premiéra na Netflixu |
| ------------ | --------- | ----------------------- | -------------------- | ------------------ | ----------------------------- | -------------------- |
| 9            | 1         | Undgå kontakt           | Vyhýbej se kontaktu  | Søren Balle        | Jannik Tai Mosholt            | 17. května 2019      |
| 10           | 2         | Sandheden gør ondt      | Pravda bolí          | Søren Balle        | Rune Schjøtt                  | 17. května 2019      |
| 11           | 3         | Bevar kontrollen        | Měj to pod kontrolou | Kasper Gaardsøe    | Julie Budtz Sørensen          | 17. května 2019      |
| 12           | 4         | Red dig selv            | Zachraň se           | Kasper Gaardsøe    | Rune Schjøtt, Simon Oded Weil | 17. května 2019      |
| 13           | 5         | Tag dig sammen          | Vzpamatuj se         | Josefine Kirkeskov | Julie Budtz Sørensen          | 17. května 2019      |
| 14           | 6         | Den stærkeste overlever | Přežije ten nejlepší | Josefine Kirkeskov | Simon Oded Weil               | 17. května 2019      |

### Třetí řada (2020)
| Č. v seriálu | Č. v řadě | Původní název                          | Český název             | Režie              | Scénář                       | Premiéra na Netflixu |
| ------------ | --------- | -------------------------------------- | ----------------------- | ------------------ | ---------------------------- | -------------------- |
| 15           | 1         | Giv ikke op                            | Nevzdávat se            | Josefine Kirkeskov | Julie Budtz Sørensen         | 6. srpna 2020        |
| 16           | 2         | Giv aldrig slip                        | Nenechat to být         | Josefine Kirkeskov | Anna Bro                     | 6. srpna 2020        |
| 17           | 3         | Vær stærk                              | Zůstat při síle         | Kaspar Munk        | Lasse Kyed Rasmussen         | 6. srpna 2020        |
| 18           | 4         | Vær den forandring, du ønsker i verden | Změnit svět podle svého | Kaspar Munk        | Christoffer Barfred Krustrup | 6. srpna 2020        |
| 19           | 5         | Elsk dig selv                          | Milovat sebe sama       | Kasper Gaardsøe    | Lasse Kyed Rasmussen         | 6. srpna 2020        |
| 20           | 6         | Og husk, det varer ikke ved            | I tohle nakonec přejde  | Kasper Gaardsøe    | Julie Budtz Sørensen         | 6. srpna 2020        |